# Juan Zambudio Velasco
Juan Zambudio Velasco (n. 21 noiembrie 1921 – d. 21 ianuarie 2004) a fost un jucător de fotbal spaniol care a jucat pentru FC Barcelona.